# Misiliscemi
Misiliscemi ist eine italienische Gemeinde (comune) im Freien Gemeindekonsortium Trapani, Region Sizilien, mit 8491 Einwohnern (Stand 31. Dezember 2023).

## Geographie
Die Streugemeinde liegt in Luftlinie etwa fünf Kilometer südlich von Trapani an der Westküste Siziliens. Sie besteht aus den Fraktionen Fontanasalsa, Guarrato, Locogrande, Marausa, Palma, Pietretagliate, Rilievo und Salinagrande.

## Geschichte
Die Gemeinde entstand am 20. Februar 2021 aus der Abspaltung der vorher zur Gemeinde Trapani gehörenden Fraktionen Fontanasalsa, Guarrato, Locogrande, Marausa, Palma, Pietretagliate, Rilievo und Salinagrande. Der Abspaltung war 2018 ein Referendum in den betroffenen Ortsteilen vorausgegangen, in dem sich über 89 % der Wähler für eine eigenständige Gemeinde aussprachen.

## Verkehr
Auf dem Gemeindegebiet von Misiliscemi liegt der Flughafen Trapani. Durch die Gemeinde führt die Strada Statale 115 Sud Occidentale Sicula sowie der Autobahnzubringer A29dirA zum Flughafen. An der Bahnstrecke Palermo–Trapani liegt der Bahnhof Marausa.